# Nederländernas damlandslag i fotboll
Nederländernas damlandslag i fotboll representerar Nederländerna i fotboll på damsidan.  
17 april 1971 spelade laget den första FIFA-erkända landskampen mot Frankrike. Matchen slutade med fyramålsförlust för Nederländerna.
Europamästerskapet 2009 var första gången laget kvalade in till en större turnering. 2014 var första gången laget kvalificerade sig till ett världsmästerskap när de besegrade Italien i kvalet inför VM i Kanada 2015. De tog sig till åttondelsfinal där de förlorade mot Japan med 2-1.
I EM 2017 på hemmaplan vann laget sitt första EM-guld efter finalseger mot Danmark med 4-2. 2019 tog laget sig för första gången till VM-final.

## Förbundskaptener
- Piet Buter (1987–1989)
- Bert van Lingen (1989–1991)
- Jan Derks (1991–1994)
- Ruud Dokter (1995–2000)
- Frans de Kat (2001–2004)
- Vera Pauw (2004–2010)
- Roger Reijners (2010–2015)
- Sarina Wiegman (2015)
- Arjan van der Laan (2015–2016)
- Sarina Wiegman (2017–2021)
- Mark Parsons (2021–2022
- Andries Jonker (2022–)

## Laguppställning
Följande spelare ingår i spelartruppen i VM 2023 som spelas i Australien och Nya Zeeland.
- Matcher och mål är uppdaterade per den 19 juli 2023.

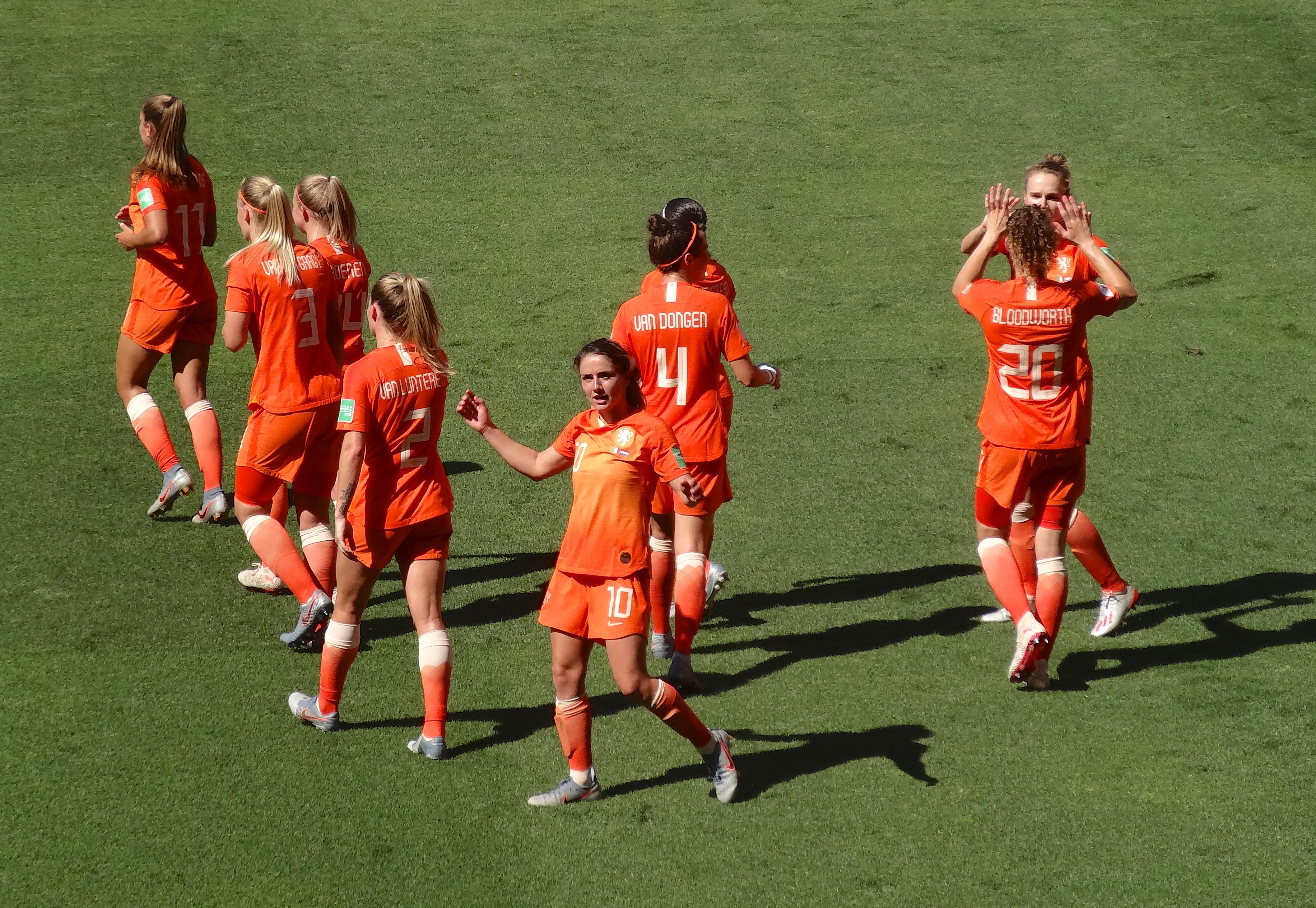
Delar av Nederländernas landslagstrupp under VM 2019 i Frankrike.

| Nr | Pos. | Namn                   | Födelsedatum (ålder)     | Matcher | Mål |               | Klubb               |
| -- | ---- | ---------------------- | ------------------------ | ------- | --- | ------------- | ------------------- |
| 1  | MV   | Daphne van Domselaar   | 6 mars 2000 (23 år)      | 13      | 0   | Nederländerna | Twente              |
| 2  | F    | Lynn Wilms             | 3 oktober 2000 (22 år)   | 34      | 1   | Tyskland      | VfL Wolfsburg       |
| 3  | F    | Stefanie van der Gragt | 16 augusti 1992 (30 år)  | 101     | 12  | Italien       | Inter Milan         |
| 4  | F    | Aniek Nouwen           | 9 mars 1999 (24 år)      | 40      | 2   | Italien       | AC Milan            |
| 5  | F    | Merel van Dongen       | 11 februari 1993 (30 år) | 60      | 2   | Spanien       | Atlético Madrid     |
| 6  | MF   | Jill Roord             | 22 april 1997 (26 år)    | 86      | 21  | Tyskland      | VfL Wolfsburg       |
| 7  | A    | Lineth Beerensteyn     | 11 oktober 1996 (26 år)  | 90      | 24  | Italien       | Juventus            |
| 8  | MF   | Sherida Spitse         | 29 maj 1990 (33 år)      | 215     | 43  | Nederländerna | Ajax                |
| 9  | A    | Katja Snoeijs          | 31 augusti 1996 (26 år)  | 15      | 9   | England       | Everton             |
| 10 | MF   | Daniëlle van de Donk   | 5 augusti 1991 (31 år)   | 139     | 34  | Frankrike     | Lyon                |
| 11 | A    | Lieke Martens          | 16 december 1992 (30 år) | 144     | 59  | Frankrike     | Paris Saint-Germain |
| 12 | MF   | Jill Baijings          | 23 februari 2001 (22 år) | 7       | 0   | Tyskland      | Bayer Leverkusen    |
| 13 | A    | Renate Jansen          | 7 december 1990 (32 år)  | 55      | 4   | Nederländerna | Twente              |
| 14 | MF   | Jackie Groenen         | 17 december 1994 (28 år) | 97      | 9   | Frankrike     | Paris Saint-Germain |
| 15 | F    | Caitlin Dijkstra       | 30 januari 1999 (24 år)  | 10      | 1   | Nederländerna | Twente              |
| 16 | MV   | Lize Kop               | 17 mars 1998 (25 år)     | 7       | 0   | Nederländerna | Ajax                |
| 17 | MF   | Victoria Pelova        | 3 juni 1999 (24 år)      | 39      | 3   | England       | Arsenal             |
| 18 | MF   | Kerstin Casparij       | 19 augusti 2000 (22 år)  | 22      | 0   | England       | Manchester City     |
| 19 | MF   | Wieke Kaptein          | 29 augusti 2005 (17 år)  | 1       | 0   | Nederländerna | Twente              |
| 20 | F    | Dominique Janssen      | 17 januari 1995 (28 år)  | 96      | 6   | Tyskland      | VfL Wolfsburg       |
| 21 | MF   | Damaris Egurrola       | 26 augusti 1999 (23 år)  | 15      | 3   | Frankrike     | Lyon                |
| 22 | A    | Esmee Brugts           | 28 juli 2003 (19 år)     | 16      | 4   | Nederländerna | PSV Eindhoven       |
| 23 | MV   | Jacintha Weimar        | 11 juni 1998 (25 år)     | 0       | 0   | Nederländerna | Feyenoord           |